# 柳田藤吉

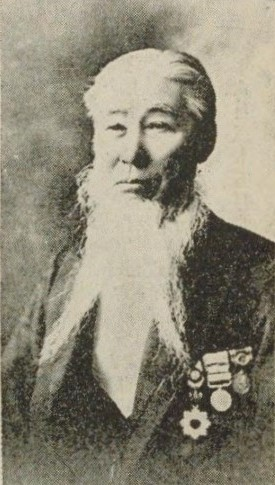
柳田藤吉

柳田 藤吉（やなぎだ/やなぎた とうきち、1838年1月3日（天保8年12月8日） - 1909年（明治42年）5月10日）は、日本の実業家、政治家。衆議院議員。

## 経歴
現在の岩手県盛岡市の下駄を生業とする家に生まれる。遠野などで商業を学び、1854年（旧暦安政4年2月）に箱館に商店「柳屋」を開業。昆布の貿易を手がけて多くの利益を手にし、1864年（元治元年）には昆布の加工場も設営した。戊辰戦争時には軍への納入品を調達している。
1869年5月（明治2年4月）、北門義塾を東京・早稲田に設立した。またこの時期より根室地方の漁業経営に進出し、のちに根室昆布営業組合・同鮭営業組合頭取に就任する。1876年には国内初の大規模な洋式牧場・柳田東梅牧場（根室別当賀）を開設。同年柳屋の本店を根室に移している。また、明治34年（1901年）には函館の弁天町に赤レンガ倉庫群を建設し、「柳田倉庫」として運営した（現在の函館どつくレンガ倉庫）。
このほか、根室銀行（安田銀行を経て、現・みずほ銀行）の設立など、道東地区で様々な事業を展開した。
1901年に北海道会議員となり、1904年の第9回衆議院議員総選挙で衆議院議員に当選し、1期務めた。